# Amphibolurus nobbi
Amphibolurus nobbi är en ödleart som beskrevs av  Geoffrey J. Witten 1972. Amphibolurus nobbi ingår i släktet Amphibolurus och familjen agamer.

## Underarter
Arten delas in i följande underarter:
- A. n. nobbi
- A. n. coggeri